# Nora Kinsky von Wchinitz und Tettau
Norbertine Kinsky von Wchinitz und Tettau, detta Nora (Vienna, 18 dicembre 1888 – Vitkovice, 26 marzo 1923), è stata un'infermiera austriaca.
È nota per l'attività d'infermiera svolta in vari campi di prigionia durante la prima guerra mondiale e la rivoluzione russa.

## Biografia

### Famiglia d'origine e infanzia

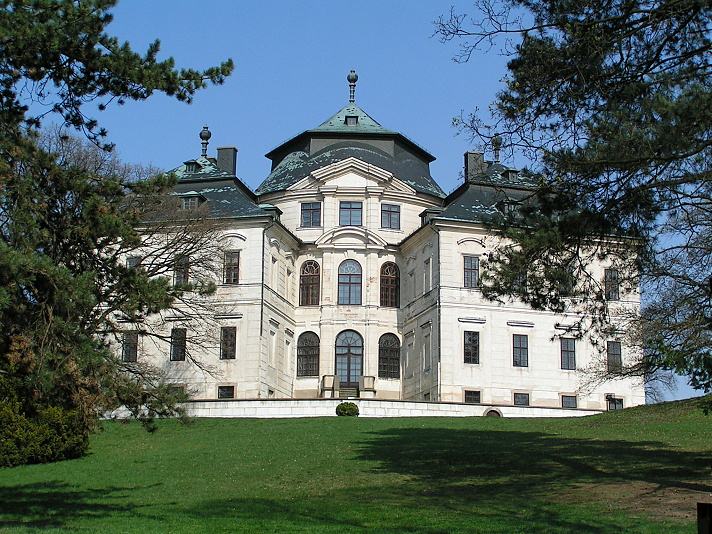
Il castello in cui crebbe la contessa Nora, nell'attuale Repubblica Ceca.

La contessa Nora Kinsky nacque nel 1888 a Vienna, all'epoca capitale dell'Impero austro-ungarico, figlia sestogenita del conte Ottaviano Kinsky von Wchinitz und Tettau (1844-1932), e della contessa Georgina Festetics de Tolna (1856-1934). Il padre era il discendente di una nobile famiglia originaria della Boemia e la madre era la discendente di una nobile famiglia ungherese d'origine croata. Crebbe nel castello di Karlova Koruna, che in ceco significa "Corona di Carlo", assieme ai suoi tre fratelli e alle sue cinque sorelle.
Il castello venne fatto edificare dal 1721 al 1723 per ordine del conte Francesco Ferdinando Kinsky (1678-1741), allora Gran Cancelliere del Regno di Boemia, in onore di Carlo VI d'Asburgo, ed è uno dei monumenti barocchi della Repubblica Ceca.

### La prima guerra mondiale
Nel 1914, all'inizio della prima guerra mondiale, fondò un ospedale. Nel 1916, dopo che l'elevato tasso di mortalità dei campi di prigionia della Russia iniziò a diventare noto, vennero inviate nei campi alcune infermiere della Croce rossa, per ordine dello zar Nicola II, in rispetto degli accordi delle convenzioni dell'Aia del 1899 e del 1907. Tra queste, c'era anche lei, allora ventisettenne, che durante la sua attività d'infermiera viaggiò per la Siberia visitando complessivamente quindici campi di prigionia e incontrando migliaia di detenuti, fra i quali personalità molto note come Otto Bauer, Josip Broz Tito, Roland Freisler e Jaroslav Hašek.

### Dal matrimonio al decesso
Nell'estate del 1918, dopo due anni passati a lavorare come infermiera nei campi di prigionia, nel pieno della rivoluzione russa, decise di rimpatriare. Al suo ritorno, l'8 gennaio 1921, sposò il conte Ferdinand Maria di Wilczek (1893-1977), con il quale ha avuto una figlia, il 24 ottobre 1921, la principessa Giorgina del Liechtenstein. È deceduta di parto nel 1923 a Vitkovice e il bambino che partorì nacque morto.

## Opere sulla sua vita
Nel 1976, con l'autorizzazione del marito, sono stati pubblicati i diari della contessa, scritti dal 1916 al 1918, e la figlia Giorgina scrisse la prefazione del libro. I diari vennero scritti durante la sua attività di infermiera in Siberia e pubblicati a Stoccarda col titolo Diari russi. 1916-1918.
Nel 2005 una sua pronipote, la regista e scrittrice austriaca Monika Czerninová, ha pubblicato un libro sulla vita della sua antenata, intitolato Ho vissuto troppo poco. La storia di Nora contessa Kinsky. Nel 2007 la stessa pronipote ha pubblicato un documentario su di lei, intitolato Die Gräfin und die Russische Revolution - Nora Kinsky - Die Rotkreuzbaronin (in italiano La contessa e la rivoluzione russa - Nora Kinsky - La baronessa della Croce rossa).

## Discendenza
Attraverso il matrimonio della figlia Giorgina, divenne un membro della famiglia principesca del Liechtenstein, alla quale appartenne già una sua antenata, la principessa Franziska. La figlia, infatti, sposò nel 1943 il principe del Liechtenstein Francesco Giuseppe II e con lui ebbe cinque figli, nipoti della contessa:
- Giovanni Adamo II del Liechtenstein (nato il 14 febbraio 1945 a Zurigo), attuale principe sovrano del Liechtenstein, sposato con la contessa Marie Kinsky von Wchinitz und Tettau (1940-2021), hanno avuto quattro figli:
  - Luigi del Liechtenstein (nato a Zurigo l'11 giugno 1968)
  - Massimiliano del Liechtenstein (nato a San Gallo il 16 maggio 1969)
  - Costantino del Liechtenstein (nato a San Gallo il 15 marzo 1972)
  - Tatiana del Liechtenstein (nata a San Gallo il 10 aprile 1973)
- Filippo del Liechtenstein (nato il 19 agosto 1946 a Zurigo), sposato con Isabelle de l'Arbre de Malander (nata nel 1949), hanno avuto tre figli:
  - Alessandro Guglielmo del Liechtenstein (nato il 19 maggio 1972 a Basilea)
  - Venceslao del Liechtenstein (nato il 12 maggio 1974 a Uccle)
  - Rodolfo Ferdinando del Liechtenstein (nato il 7 settembre 1975 a Uccle)
- Nikolaus del Liechtenstein (nato il 24 ottobre 1947 a Zurigo), sposato con la principessa Margaretha di Lussemburgo (nata nel 1957), hanno avuto quattro figli:
  - Leopoldo Emmanuele del Liechtenstein (nato e deceduto il 20 maggio 1984 a Bruxelles)
  - Maria Annunziata del Liechtenstein (nata il 12 maggio 1985 a Uccle)
  - Maria Astrid del Liechtenstein (nata il 28 giugno 1989 a Uccle)
  - Giuseppe Emanuele del Liechtenstein (nato il 7 maggio 1989 a Uccle)
- Norberta del Liechtenstein (nata il 31 ottobre 1950 a Zurigo), sposata con Vicente Sartorius y Cabeza de Vaca, 4º Marchese di Mariño (1931-2002), hanno avuto una figlia:
  - Maria Teresa Sartorius y de Liechtenstein (nata il 21 novembre 1992 a Madrid)
- Francesco Giuseppe Venceslao del Liechtenstein (nato il 19 novembre 1962 a Zurigo e deceduto il 28 febbraio 1991 a Vaduz)

## Ascendenza
|                                                     |                                                     |                                                        | Genitori                                              |  |  | Nonni                                     |  |  | Bisnonni                                  |  |
|                                                     |                                                     |                                                        |                                                       |  |  | Conte Giorgio Ladislao Festétics di Tólna |  |  | Conte Ladislao Stefano Festétics di Tólna |  |
|                                                     |                                                     |                                                        |                                                       |  |  | Conte Giorgio Ladislao Festétics di Tólna |  |  | Conte Ladislao Stefano Festétics di Tólna |  |
|                                                     |                                                     | Principessa Giuseppina Maria di Hohenzollern-Hechingen |                                                       |  |  | Conte Giorgio Ladislao Festétics di Tólna |  |  |                                           |  |
| Contessa Georgina Ernestina Festétics di Tólna      |                                                     |                                                        |                                                       |  |  | Conte Giorgio Ladislao Festétics di Tólna |  |  |                                           |  |
|                                                     |                                                     | Contessa Eugenia Erdödy di Monyorókerék e Monoszló     | Conte Gaetano Maria Erdödy di Monyorókerék e Monoszló |  |  |                                           |  |  |                                           |  |
|                                                     |                                                     | Contessa Eugenia Erdödy di Monyorókerék e Monoszló     | Conte Gaetano Maria Erdödy di Monyorókerék e Monoszló |  |  |                                           |  |  |                                           |  |
|                                                     |                                                     | Contessa Eugenia Erdödy di Monyorókerék e Monoszló     | Baronessa Ernestina Giovanna di Lerchenfeld-Prennberg |  |  |                                           |  |  |                                           |  |
| Norbertina Kinsky di Wchinitz e Tettau              |                                                     | Contessa Eugenia Erdödy di Monyorókerék e Monoszló     |                                                       |  |  |                                           |  |  |                                           |  |
|                                                     | Conte Giovanni Battista Kinsky di Wchinitz e Tettau | Conte Leopoldo Giuseppe Kinsky di Wchinitz e Tettau    |                                                       |  |  |                                           |  |  |                                           |  |
|                                                     | Conte Giovanni Battista Kinsky di Wchinitz e Tettau | Conte Leopoldo Giuseppe Kinsky di Wchinitz e Tettau    |                                                       |  |  |                                           |  |  |                                           |  |
|                                                     | Conte Giovanni Battista Kinsky di Wchinitz e Tettau | Baronessa Maria Teresa Puteani                         |                                                       |  |  |                                           |  |  |                                           |  |
| Conte Ottaviano Sidonio Kinsky di Wchinitz e Tettau | Conte Giovanni Battista Kinsky di Wchinitz e Tettau |                                                        |                                                       |  |  |                                           |  |  |                                           |  |
|                                                     |                                                     | Ifigenia Teresa Dadányi di Gyülvész                    | Costantino Naum Dadányi di Gyülvész                   |  |  |                                           |  |  |                                           |  |
|                                                     |                                                     | Ifigenia Teresa Dadányi di Gyülvész                    | Costantino Naum Dadányi di Gyülvész                   |  |  |                                           |  |  |                                           |  |
|                                                     |                                                     | Ifigenia Teresa Dadányi di Gyülvész                    | Isabella Damjanovics                                  |  |  |                                           |  |  |                                           |  |
|                                                     |                                                     | Ifigenia Teresa Dadányi di Gyülvész                    |                                                       |  |  |                                           |  |  |                                           |  |